# Moustapha Ndoye
Pour les articles homonymes, voir Ndoye.
Moustapha Ndoye, né en 1968 et mort le 11 décembre 2009 à Dakar, est un cinéaste sénégalais.

## Biographie
D'origine lébou, Moustapha Ndoye commence sa carrière par la photographie :
- Exposition Cherche Billets en 2001 - Inauguration Alliance française de Ziguinchor, Mois de la photo à Dakar.

En 2000, il réalise un documentaire pour la télévision, Sénégal, Salsa, qui est primé au FIPA de Biarritz en 2001. En 2003, il réalise un documentaire pour France 5, Combat pour la mer. Auparavant, il fut assistant à la mise en scène et régie sur les films de Djibril Diop Mambéty.
Il est décédé le 11 décembre 2009, à l'hôpital de Dakar à la suite d'un accident vasculaire cérébral.

## Filmographie
- Combat pour la mer (documentaire de 52 min, Neri Productions, http://www.neriproductions.com, France 5)
- Sénégal Salsa (documentaire de 52 min, Neri Productions http://www.neriproductions.com, TV5, RTS)
  - Festival international des programmes audiovisuels (Fipa), Biarritz, 2001 : Fipa d’argent - catégorie Musique et Spectacles ; Mention spéciale Prix Michel Mitrani - Dotation Canal +
  - Festival panafricain du cinéma et de la télévision de Ouagadougou (Fespaco), Ouagadougou, 2001 : Prix de la Guilde des cinéastes et producteurs africains
  - Festival international de la vidéo – Festel 2002 : Contribution technique du meilleur son.